# Charles Hendry
Charles Hendry (né le 6 mai 1959 à Cuckfield, Sussex) est un homme politique du Parti conservateur britannique. Député de High Peak entre 1992 et 1997, il est député de Wealden de 2001 à 2015. En mai 2010, il est nommé ministre d'État du ministère de l'Énergie et du Changement climatique jusqu'en 2012. 

## Jeunesse
Fils d'un agent de change, Hendry fait ses études à la Rugby School, Warwickshire et à l'Université d'Édimbourg où il obtient un baccalauréat en commerce (BComm) en études commerciales en 1981. Il est président de l'Association conservatrice de l'Université d'Édimbourg en 1979. Il travaille comme directeur de compte chez Ogilvy et Mather PR pendant six ans à partir de 1982, et à partir de 1988, il travaille pendant deux ans comme conseiller spécial pour les secrétaires d'État successifs à la sécurité sociale John Moore et Tony Newton. Il devient consultant principal chez Burson-Marsteller en 1990, où il reste jusqu'à son élection au parlement. Entre 1997 et 2001, il est le chef de cabinet du chef de l'opposition William Hague.

## Carrière politique
Hendry est vice-président de la Fédération écossaise des étudiants conservateurs en 1980 et est élu vice-président de la Battersea Conservative Association pendant deux ans en 1981.
Il se présente en vain pour le siège de Clackmannan aux élections générales de 1983 où il arrive troisième, en terminant 9 988 voix derrière le député travailliste sortant Martin O'Neill. Il se présente pour le siège de Mansfield dans le Nottinghamshire aux élections générales de 1987, où il est battu de justesse par Alan Meale, qui gagne par seulement 56 voix.
Hendry est élu à la Chambre des communes à l'élection générale de 1992 pour le siège de High Peak après la retraite du député conservateur Christopher Hawkins. Hendry est élu avec une majorité de 4 819 voix.
Au Parlement, il est membre du comité restreint de procédure pendant trois ans à partir de 1992 et il est nommé Secrétaire parlementaire privé (SPP) du ministre d'État au Département de la sécurité sociale William Hague en 1994 pendant un an, et brièvement comme SPP auprès de la secrétaire d'État à l'éducation et à l'emploi Gillian Shephard en 1995. Il siège au comité restreint d'Irlande du Nord 1994–1996. Il est nommé vice-président du Parti conservateur en 1995 par John Major, où il reste jusqu'à ce qu'il perde son siège aux élections générales de 1997, battu par Tom Levitt du Labour par 8791 voix. Il est réélu au parlement lors des élections générales de 2001 pour le siège de Wealden dans le Sussex de l'Est après la retraite du député conservateur Geoffrey Johnson Smith. Hendry est élu à son nouveau siège avec une majorité de 13 772 voix.
À sa réélection en 2001, il est nommé whip de l'opposition par Hague et porte-parole sur l'éducation et les compétences en 2003 sous la direction de Iain Duncan Smith. En juin 2003, il appelle à l'introduction de «packs pour primo-votants» pour aider à impliquer les jeunes dans le processus politique . Il est nommé en juillet 2003 par Michael Howard comme vice-président du Parti conservateur avant de servir comme porte-parole sur le commerce et l'industrie à partir du début de 2005.

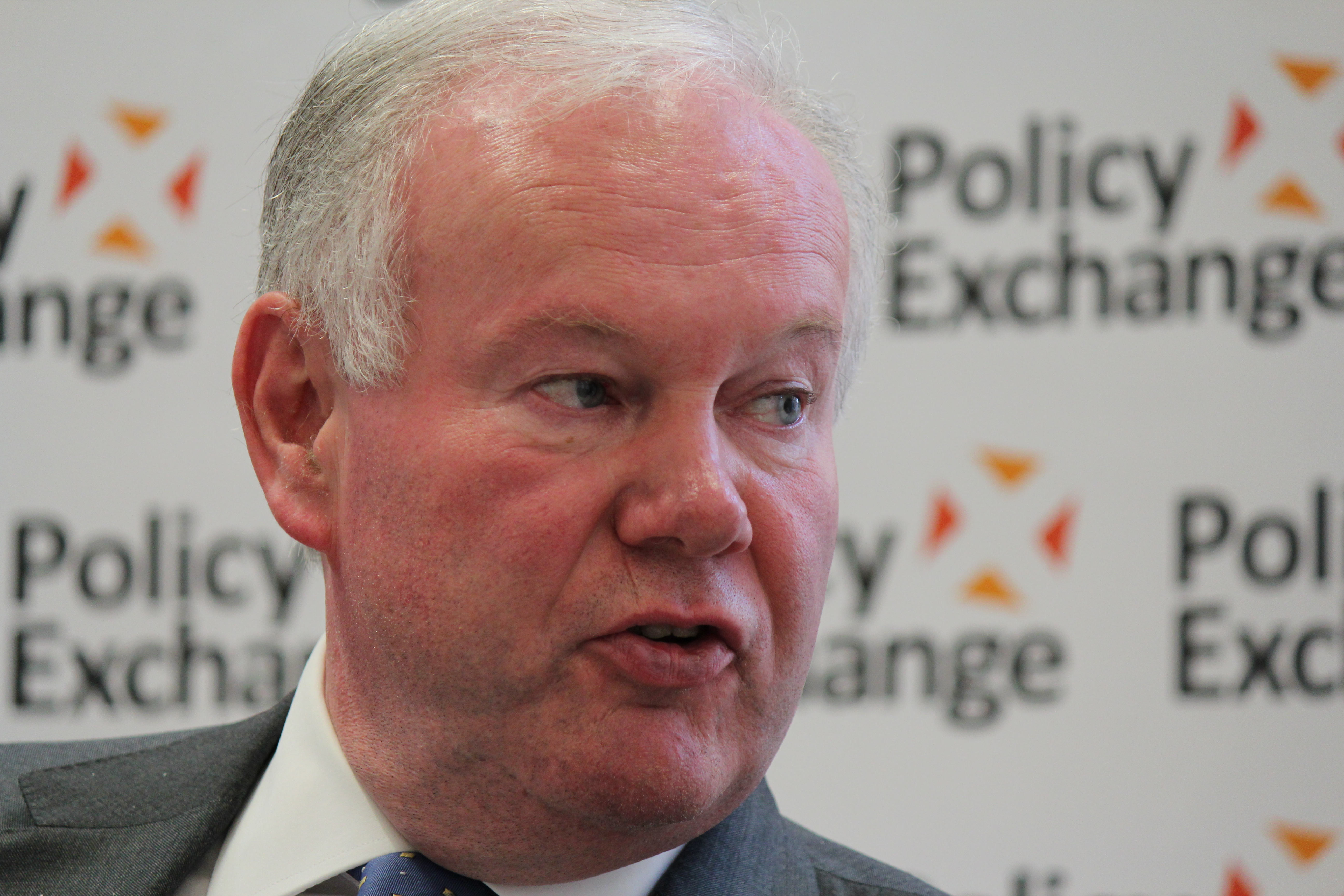
Hendry s'exprimant en 2013

En septembre 2006, Hendry devient un patron du Tory Reform Group. Hendry est ministre d'État fictif de l'Énergie et du Changement climatique en octobre 2008. Il devient ministre d'État à l'Énergie et au Changement climatique en mai 2010 avant d'être remplacé par John Hayes en septembre 2012. Cinq mois plus tard, il est nommé président de Forewind, la coentreprise de parcs éoliens en mer , remplaçant John Gummer qui démissionne de la présidence en septembre 2012 lorsqu'il devient président du Comité sur le changement climatique.
En janvier 2008, il est nommé vice-président du conseil d'administration du Parlement britannique des jeunes. Il est coprésident à partir de la fin de 2006, mais les changements de gouvernance ont dissous le système des coprésidents en faveur d'un seul président.
En mai 2010, il est réélu avec 56,6% des voix. En novembre 2012, il est l'envoyé commercial du Premier ministre en Azerbaïdjan, au Kazakhstan et au Turkménistan.
En mars 2013, Hendry annonce qu'il ne se représentera pas à son poste de député aux élections générales de 2015.
En mars 2015, il est nommé au Conseil privé du Royaume-Uni.
Hendry est nommé Commandeur de l'Ordre de l'Empire britannique (CBE) à l'occasion de l'anniversaire 2019 pour les services au commerce et aux investissements britanniques.

## Vie privée
Hendry épouse Sallie Moores, qui s'est mariée pour la première fois dans la famille Moores de la société Littlewoods, en juillet 1995 à Westminster et a deux fils et deux beaux-enfants. En 2011, ils vendent leur maison à Londres pour 4,75 millions de livres sterling et achètent Blair Castle dans l'Ayrshire.